# قطعنامه ۷۰۱ شورای امنیت
قطعنامه ۷۰۱ شورای امنیت سازمان ملل متحد که در تاریخ ۳۱ جولای ۱۹۹۱ تصویب شد، سندی بین‌المللی دربارهٔ اسرائیل-لبنان است. این قطعنامه طی نشست ۲۹۹۷ام با ۱۵ رای موافق، ۰ مخالف و ۰ ممتنع تصویب شد.